# Ganseong-eup
Ganseong-eup (koreanska: 간성읍) är en köping i Sydkorea. Ganseong-eup är centralorten i kommunen Goseong-gun i provinsen Gangwon, i den norra delen av landet, 150 km nordost om huvudstaden Seoul.